# ブギス語
ブギス語(ブギスご、ブギス語: Basa Ugi, ロンタラ文字表記: ᨅᨔ ᨕᨘᨁᨗ)はインドネシアのスラウェシ南部の約4百万人が主に話している言語である。

## 言語名別称
- ブギ語
- Boegineesche
- Boeginezen
- Bugi
- Buginese
- De’
- Rappang Buginese
- Ugi

## 方言
- Barru (bug-bar)
- Soppeng (bug-sop)
- Pasangkayu (bug-pas)
- Wajo (bug-waj)
- Sawitto (bug-saw)
- Pangkep (bug-pan)
- Sinjai (bug-sin)
- Luwu (bug-luw)
- Bone (bug-bon)
- Camba (bug-cam)
- Sidrap (bug-sid)

## 文字
文字はオランダ植民地化の影響によりラテン・アルファベットが主に使用されているが、伝統的にはブラーフミー系文字のロンタラ文字（ブギス文字とも呼ぶ。マカッサル語などでも使用される）が使われている。